# Mateo Panadić
Mateo Panadić (* 6. Oktober 1994 in Chemnitz, Deutschland) ist ein kroatischer Fußballspieler.

## Karriere
Der Stürmer wurde, während sein Vater dort spielte, in der deutschen Stadt Chemnitz geboren. Mit sieben Jahren startete er seine Karriere in Österreich beim SV Pirka-Windorf und kehrte im Winter 2002 nach Zagreb zurück. Nach fünfeinhalb Jahren bei NK Lokomotiva Zagreb und vier Monaten bei LASK Linz, wechselte er im Januar 2009 zum NK Radnik Velika Gorica. Danach ging er im Sommer 2009 zum HNK Gorica. Nachdem er nochmals bei Lokomotiva gespielt hatte, kehrte er 2011 zu Gorica zurück. Für Goricas Herrenteam debütierte er im Mai 2012 in der 2. HNL.
Im Januar 2014 wechselte er nach Österreich zur zweiten Mannschaft des FK Austria Wien mit Spielbetrieb in der drittklassigen Regionalliga Ost. Zur Saison 2014/15 wechselte er zurück nach Kroatien zur Zweitmannschaft des NK Istra 1961. In der Winterpause jener Saison schloss er sich dem NK Vrapče Zagreb an.
Zur Saison 2015/16 wechselte er nach Deutschland zum Regionalligisten FC Schalke 04 II. Nach nur einem Spiel für die Zweitmannschaft der Schalker wechselte Panadić im Sommer 2016 nach Schweden zum Zweitligisten Assyriska Föreningen. Nach Saisonende verließ er Assyriska im Januar 2017 und wechselte nach Slowenien zum Erstligisten NK Aluminij. Nach der Saison 2016/17 verließ er Aluminij.
Nach einer Saison ohne Verein wechselte er zur Saison 2018/19 zum Zweitligisten NK Brežice 1919. Nach einem halben Jahr und elf Einsätzen bei Brežice wechselte er im Februar 2019 zurück nach Österreich zum Zweitligisten SC Wiener Neustadt. Nach dem Zwangsabstieg von Wiener Neustadt verließ er den Verein nach der Saison 2018/19. Daraufhin kehrte er im August 2019 nach Slowenien zurück und wechselte zum Zweitligisten NK Rogaška. Anschließend folgten NK Rudar Velenje sowie der ŠK Partizán Bardejov und seit September 2022 steht er beim kosovarischen Erstligisten KF Ferizaj unter Vertrag.

## Persönliches
Sein Vater Andrej (* 1969) ist ehemaliger Nationalspieler Jugoslawiens und war in den 1990er Jahren beim Chemnitzer FC, KFC Uerdingen  und dem Hamburger SV aktiv.